# Millac
Millac é uma comuna francesa na região administrativa da Nova Aquitânia, no departamento de Vienne. Estende-se por uma área de 40,59 km². Em 2010 a comuna tinha 567 habitantes (densidade: 14 hab./km²).